# Estação Picoas
Picoas é uma estação do Metropolitano de Lisboa. Situa-se no concelho de Lisboa, em Portugal, entre as estações Saldanha e Marquês de Pombal da Linha Amarela. É uma das onze estações pertencentes à rede original do Metropolitano de Lisboa, inaugurada a 29 de dezembro de 1959.

## Descrição

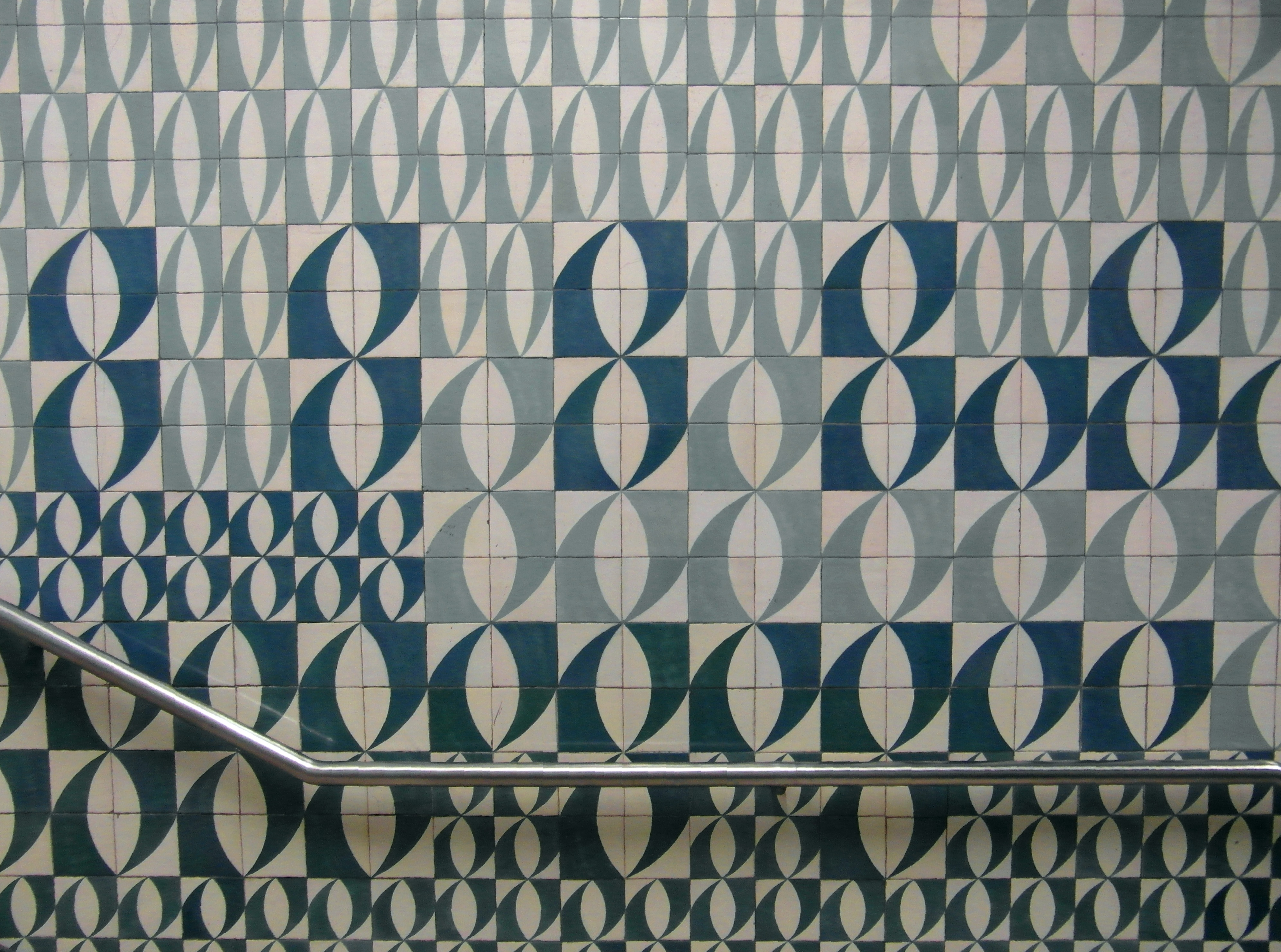
Painel de azulejos, Maria Keil

Esta estação está localizada na Av. Fontes Pereira de Melo, entre os cruzamentos com a Rua Tomás Ribeiro e com a Rua Andrade Corvo. O projeto arquitetónico original (1959) é da autoria do arquiteto Falcão e Cunha e as intervenções plásticas da pintora Maria Keil.

## Intervenções

### Ampliação
A 9 de novembro de 1982 foi concluída a ampliação da estação com base num projeto arquitetónico da autoria do arquiteto Benoliel de Carvalho e as intervenções plásticas da pintora Maria Keil. A ampliação da estação implicou o prolongamento das plataformas e a construção do átrio sul.

### Remodelação
A 3 de abril de 1995 foi concluída a remodelação completa da estação com base num projeto arquitetónico da autoria do arquiteto Dinis Gomes e as intervenções plásticas do artista plástico Martins Correia. 
Martins Correia fundamentou a sua criação artística numa homenagem às mulheres de Lisboa. Ao longo das plataformas surgem painéis com temas ligados à cidade, sua simbologia e história. As figuras típicas da cidade, as Mulheres de Trabalho, vendedeiras, peixeiras de canastra à cabeça, representadas em vultos negros estilizados, numa atitude que pretende acentuar a sua dignidade e elegância. A heráldica da cidade de Lisboa, a barca com os corvos, a bandeira negra e branca da cidade, colunas romanas, também estão presentes para melhor identificar o cariz desta representação plástica.
Da mesma autoria foi colocada no átrio norte, na zona nascente, uma estátua em bronze pintado que representa Pomona, deusa grega dos frutos e da abundância.
No âmbito desta intervenção, foi instalado na saída nascente para a Rua Andrade Corvo o chamado Acesso Guimard, oferecido pelo Metropolitano de Paris. Este tipo de acesso foi criado no início do século XX pelo arquiteto francês Hector Guimard, para ornamentar as bocas de acesso às estações de metro dessa cidade.

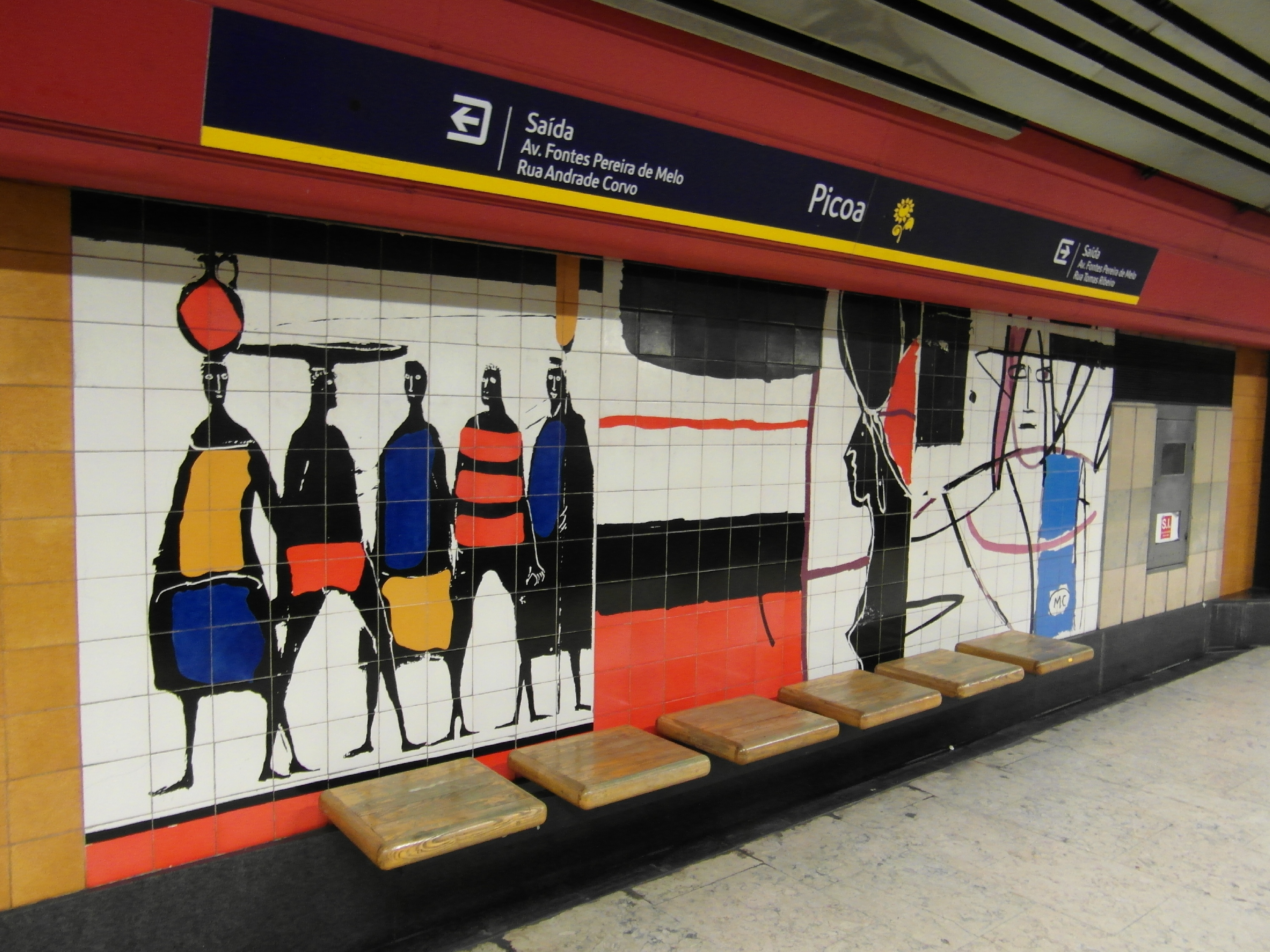
Mulheres de Trabalho, Martins Correa
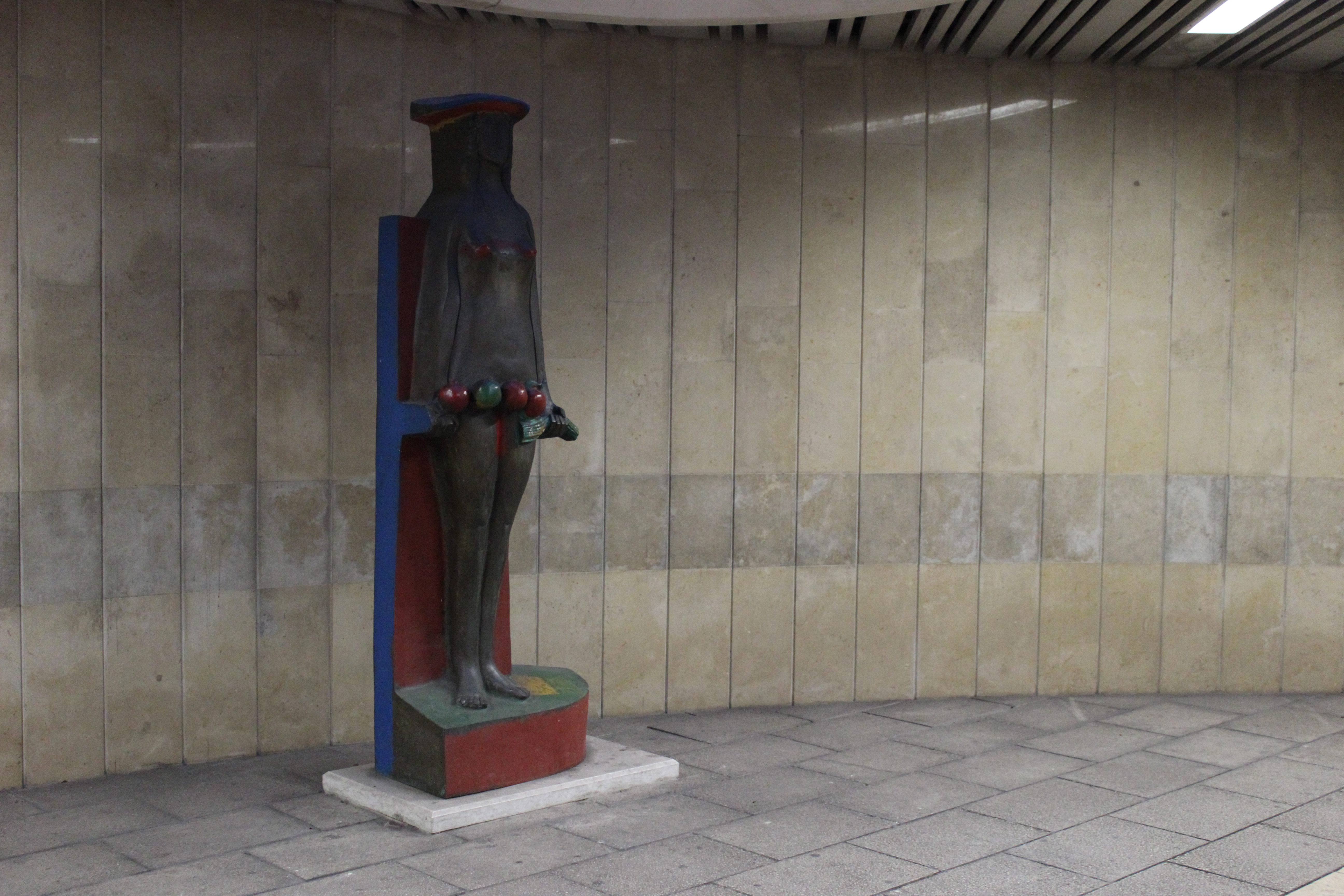
Pomona, Martins Correia

## Acessos

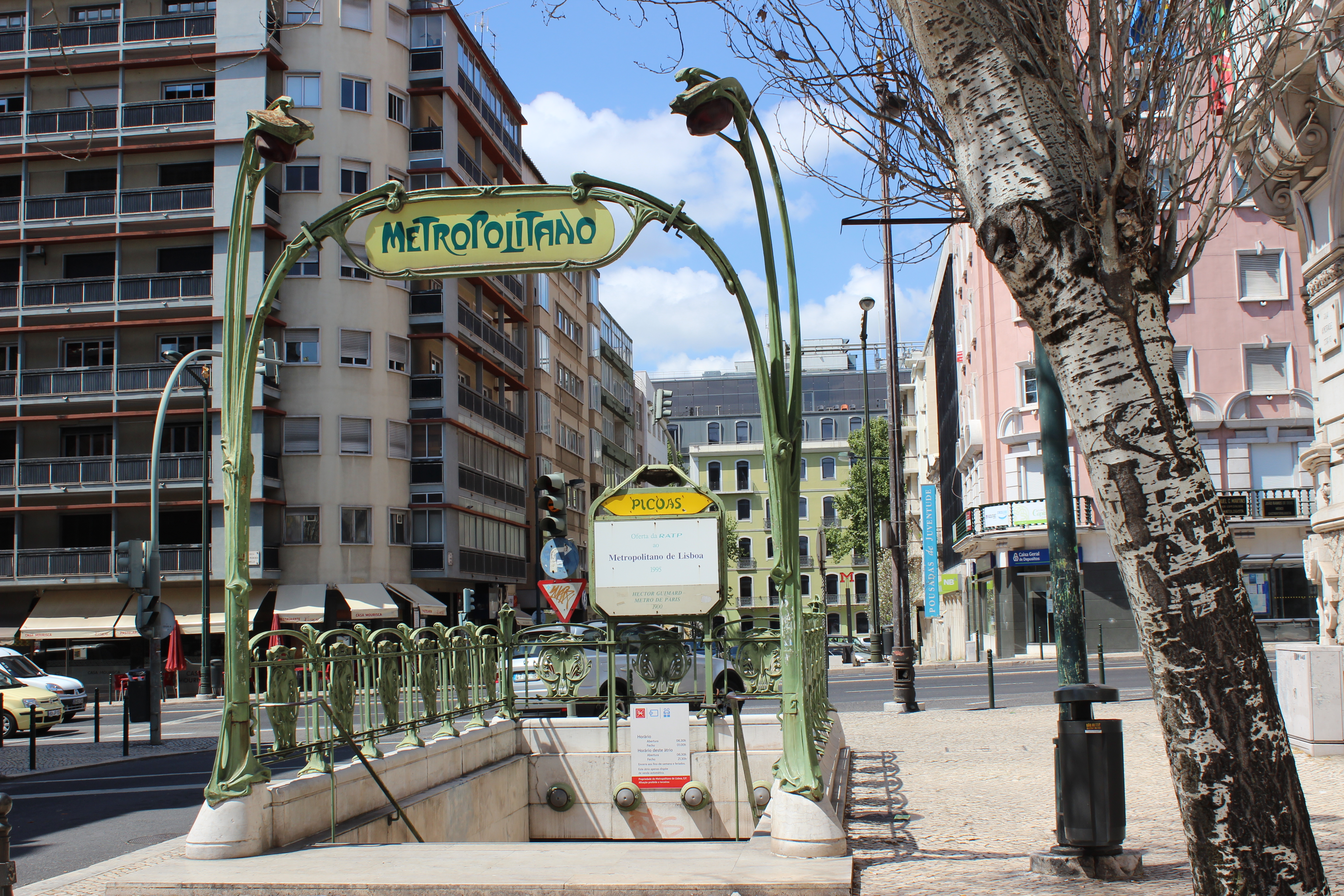
Acesso Guimard, oferecido pelo Metropolitano de Paris (Acesso 6)

Esta estação conta com sete acessos pedonais:
- Acesso 1 - está localizado no passeio norte da Rua Tomás Ribeiro, próximo do cruzamento com a Av. Fontes Pereira de Melo. Está direcionado para noroeste e conta com escadas pedonais.
- Acesso 2 - está localizado no passeio sul da Rua Tomás Ribeiro, próximo do cruzamento com a Av. Fontes Pereira de Melo. Está direcionado para noroeste e conta com escadas pedonais.
- Acesso 3 - está localizado no passeio nascente da Av. Fontes Pereira de Melo, próximo do cruzamento com a Rua Tomás Ribeiro. Está direcionado para nordeste e conta com escadas pedonais.
- Acesso 4 - está localizado no passeio nascente da Av. Fontes Pereira de Melo, próximo do cruzamento com a Rua Tomás Ribeiro. Está direcionado para sudeste e conta com escadas pedonais.
- Acesso 5 - está localizado no passeio sul da Rua Tomás Ribeiro, próximo do cruzamento com a Av. Fontes Pereira de Melo. Está direcionado para sudeste e conta com escadas pedonais.
- Acesso 6 - está localizado no passeio norte da Rua Andrade Corvo, próximo do cruzamento com a Av. Fontes Pereira de Melo. Está direcionado para sudeste e conta com escadas pedonais.
- Acesso 7 - está localizado no passeio norte da Rua Andrade Corvo, próximo do cruzamento com a Av. Fontes Pereira de Melo. Está direcionado para noroeste e conta com escadas pedonais.